# Mistrá
Mistrá (también Mystrás, Mystrá o Mistrás; en griego Μυστράς, Μυζηθράς Myzithrás en la Crónica de Morea) fue una ciudad fortificada en Morea (Peloponeso) sobre el monte Taigeto, cerca de la antigua Esparta, en Grecia. Se encuentra a unos 8 km al oeste de la actual ciudad de Esparta.

## Historia
Mistrá fue la capital del Despotado latino de Morea, un principado vasallo del Principado latino de Acaya, establecido en 1205 tras la conquista de Constantinopla durante la Cuarta Cruzada. El príncipe Guillermo II de Villehardouin, sobrino del historiador de la Cuarta Cruzada Godofredo de Villehardouin, construyó un palacio en Mistrá en 1249.
El Despotado latino fue reconquistado por Miguel VIII Paleólogo en 1262, tras tomar Constantinopla en 1261, cuando Juan Paleólogo, hermano de Miguel, pidió rescate por Guillermo a los demás príncipes latinos. Siguió siendo la capital del Despotado de Morea, gobernada por familiares del emperador bizantino, aunque los venecianos mantuvieron el control de la costa y las islas adyacentes. Mistrá y el resto de Morea llegaron a ser bastante ricas a partir de 1261, en comparación con el resto del Imperio. Bajo el gobierno del déspota Teodoro, se convirtió en la segunda ciudad más importante del Imperio, tras Constantinopla, y el palacio de Guillermo II pasó a ser la segunda residencia imperial.
Mistrá también fue el último centro de la cultura bizantina: el filósofo neoplatónico Jorge Gemisto Pletón vivió en la ciudad hasta su muerte en 1452. Este, junto con otros académicos de Mistrá, tuvieron una gran influencia sobre el Renacimiento italiano, sobre todo después de que Pletón acompañase al emperador Juan VIII Paleólogo a Florencia en 1439.
El último emperador bizantino, Constantino XI, fue déspota en Mistrá antes de acceder al trono. Demetrio, el último déspota de Morea, rindió la ciudad al sultán otomano Mehmed II en 1460. Los venecianos ocuparon la ciudad entre 1687 y 1715, pero siguió siendo turca hasta 1832, cuando fue abandonada por el rey Otón a favor de la nueva ciudad de Esparta.
En 1989, las ruinas (de la fortaleza, palacio, iglesias y monasterios) fueron declaradas por la Unesco Patrimonio de la Humanidad.